# 태국 태음력
태국 태음력(태국어: ปฏิทินจันทรคติ 빠띠틴 찬트라카띠[*])은 불멸기원에 바탕을 둔 태국의 태음태양력이다. 태국 태음력은 달의 차고 이지러짐에 따른 불교에서의 성스러운 날을 계산하는 데에 사용된다. 힌두교의 점성술 문헌인 《수리아 싯단타》(Surya Siddhanta)에서 영향을 받았으며 12달 동안에 걸친 명목상의 1년에서 태음력과 태양력을 결합한 것이 특징이다. 추가일 또는 추가된 30일 동안의 달은 불규칙한 치윤으로 삽입한다.

## 법적 역법 대 종교적 역법

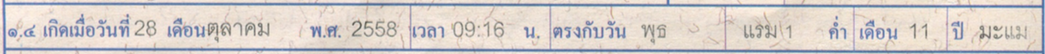
태국어-생일-증명서-태양력-태음력-띠

그레고리력을 태국 양식에 맞게 수정한 태양력인 태국 태양력(태국어: ปฏิทินสุริยคติ 빠띠틴 수리야카띠[*])은 서력기원 1888년(불멸기원 2431년)에 태국 태음력을 대체했으며 법률, 상업 분야에서 사용된다. 2개의 역법 모두 4차례의 달의 위상에 따른 불교 안식일(포살)을 정하고 있는데 이는 불교도들의 의무적인 성스러운 날이다. 여기에는 축제일과 같이 의미심장한 날도 포함된다.
태국의 태음력은 중국의 태음력과 직접 일치하지 않는다. 태국의 화교(중국계) 공동체에서는 절기에 따른 안식일과 중국의 전통적인 명절을 따르는데 이 가운데 2개는 달의 위상을 따른다. 절기와 명절 모두 태양력을 따르기 때문에 태국의 달력에는 태국과 중국의 태음력을 모두 적는 것이 일반적이다.
점성술은 태국의 문화에서 두드러지게 나타난다. 따라서 현대 태국의 출생 증명서에는 음력 날짜, 천간과 지지의 태국어 이름이 포함된다. 태국에서 용을 뜻하는 진(辰)은 나가로 대체되어 있지만 태국의 십이지는 중국의 십이지와 유사하다. 또한 태국 북부에서는 돼지를 뜻하는 해(亥)가 코끼리로 대체되기도 한다.

## 연도

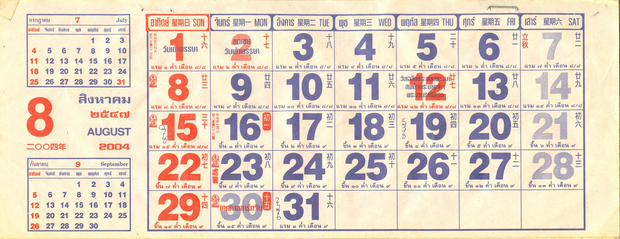
서력기원 2004년(불멸기원 2547년)의 윤달은 8월 15일에 끝난다.

태국의 태음력은 연도를 계절과 일치시키기 위해 7개월에 하루를 더하거나 8개월을 반복한다. 따라서 연도는 3가지 길이 가운데 하나(354일, 355일 또는 384일)를 가질 수 있지만 공통적인 길이는 12개월이다.
- 354일로 구성된 연도는 12개의 "일반적인 달"로 구성되어 있으며 그러한 연도는 "일반적인 달의 해"(태국어: (ปี) ปกติมาส (삐) 빠까띠맛[*])라고 부른다.
- 355일로 구성된 연도는 보통 29일까지 있는 7번째 달에 하루를 더한다. 그러한 연도는 "추가적인 날의 해"(태국어: (ปี) อธิกวาร (삐) 아티까완[*])라고 부른다.
- 384일로 구성된 연도는 30일까지 있는 8번째 달은 반복하는 대신에 월 수를 12월로 유지한다. 그럼에도 불구하고 384일로 구성된 연도를 "추가적인 달의 해"(태국어: (ปี) อธิกมาส (삐) 아티까맛[*])라고 부른다.

### 새해

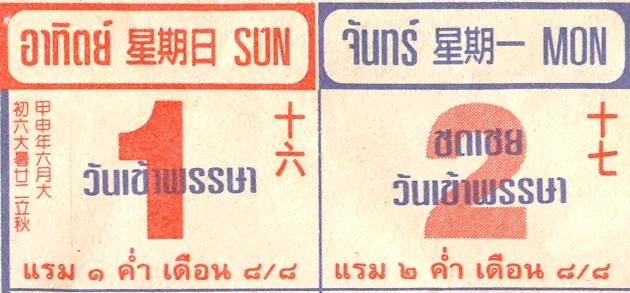
태국의 달력에 표시된 2004년 8월 1일과 8월 2일. 일요일은 공휴일에 해당하는 일요일과 오른쪽은 보상 휴무일에 해당하는 월요일이다.

태국의 태음력은 12월에 가장 빈번하게 이루어지는 1부터 12까지 새롭게 세는 방식이 새해의 시작을 나타내는 것이 아니다. 태국의 태양력은 개인의 법적인 나이와 12년 동안에 걸친 띠의 순환을 시작하는 3일 동안의 송끄란을 포함한 세속적인 공휴일을 결정한다. 공휴일이 주말과 겹치는 경우에는 이들 뿐만 아니라 "보상 휴무일"(태국어: วันชดเชย 완 촛츠이[*])도 포함한다.

### 띠
태국에서 양력 4월 13일은 태국의 전통적인 새해 첫 날인 송끄란이 시작되는 날이자 12년 동안에 걸친 동물 주기에서 1년이 다음 동물의 이름이 되는 날이기도 하다. 태국의 중국계 공동체에서는 중국의 전통적인 새해 첫 날인 춘절에 따라 이름 변경을 더 일찍 관찰하기도 한다.
태국어의 띠 이름은 크메르어에서 유래되었고 알려지지 않은 비엣어군 언어에서 유래되었다.
| 그레고리력 | 춘절이 시작되는 날 | 태국에서 4월 13일을 가리키는 시점 | 동물 (띠)           |
| ---------- | ------------------ | --------------------------------- | ------------------- |
| 1997년     | 2월 7일            | 찰루 (ฉลู)                         | 소 (牛, 축(丑))     |
| 1998년     | 1월 28일           | 칸 (ขาล)                          | 호랑이 (虎, 인(寅)) |
| 1999년     | 2월 16일           | 토 (เถาะ)                         | 토끼 (兔, 묘(卯))   |
| 2000년     | 2월 5일            | 마롱 (มะโรง)                      | 용 (龍, 진(辰))     |
| 2001년     | 1월 24일           | 마셍 (มะเส็ง)                      | 뱀 (蛇, 사(巳))     |
| 2002년     | 2월 12일           | 마미아 (มะเมีย)                    | 말 (馬, 오(午))     |
| 2003년     | 2월 1일            | 마매 (มะแม)                       | 양 (羊, 미(未))     |
| 2004년     | 1월 22일           | 웍 (วอก)                          | 원숭이 (猴, 신(申)) |
| 2005년     | 2월 9일            | 라까 (ระกา)                       | 닭 (雞, 유(酉))     |
| 2006년     | 1월 29일           | 초 (จอ)                           | 개 (狗, 술(戌))     |
| 2007년     | 2월 18일           | 꾼 (กุน)                           | 돼지 (豬, 해(亥))   |
| 2008년     | 2월 7일            | 추앗 (ชวด)                        | 쥐 (鼠, 자(子))     |
| 2009년     | 1월 26일           | 찰루 (ฉลู)                         | 소 (牛, 축(丑))     |
| 2010년     | 2월 14일           | 칸 (ขาล)                          | 호랑이 (虎, 인(寅)) |
| 2011년     | 2월 3일            | 토 (เถาะ)                         | 토끼 (兔, 묘(卯))   |
| 2012년     | 1월 23일           | 마롱 (มะโรง)                      | 용 (龍, 진(辰))     |
| 2013년     | 2월 10일           | 마셍 (มะเส็ง)                      | 뱀 (蛇, 사(巳))     |
| 2014년     | 1월 31일           | 마미아 (มะเมีย)                    | 말 (馬, 오(午))     |
| 2015년     | 2월 19일           | 마매 (มะแม)                       | 양 (羊, 미(未))     |
| 2016년     | 2월 8일            | 웍 (วอก)                          | 원숭이 (猴, 신(申)) |
| 2017년     | 1월 28일           | 라까 (ระกา)                       | 닭 (雞, 유(酉))     |
| 2018년     | 2월 16일           | 초 (จอ)                           | 개 (狗, 술(戌))     |
| 2019년     | 2월 5일            | 꾼 (กุน)                           | 돼지 (豬, 해(亥))   |

## 달
현대 태국력에서는 드안(태국어: เดือน, "달" 또는 "연속"이라는 뜻)을 달의 주기로 정의한다. 연속월은 태국의 연도에서 1부터 12까지의 번호가 매겨진다. 다른 불멸기원과 마찬가지로 이 달은 산스크리트어에서 유래된 이름을 갖고 있지만 대부분 태국의 점성사들에 의해 알려져 있을 뿐이다.
2번의 연속월은 59일보다 약간 더 걸린다. 태국의 음력은 이 간격과 거의 정확한 편이며 길이가 29일과 30일인 "일반적인 달"(태국어: ปกติมาส 빠까띠맛[*])과 교대로 나타난다. "움푹 꺼진 달"(태국어: เดือนขาด 드안 캇[*])이라고 부르는 29일인 달은 "홀수 달"(태국어: เดือนคี่ 드안 키[*])이고 "완전한 달"(태국어: เดือนถ้วน 드안 투안[*])이라고 부르는 30일인 달은 "짝수 달"(태국어: เดือนคู่ 드안 쿠[*])이다.
달의 시작을 새 달과 맞추기 위해 보통 "움푼 꺼진" 7월에 하루를 추가하거나 "완전한" 일반적인 8월에 "완전한" 8월을 추가한다. 1월과 2월은 구식 숫자로 부르고 나머지 달은 현대 숫자로 부른다.

### 음력 1월 ~ 6월
- 음력 1월(태국어: เดือนอ้าย 드안 아이[*])은 12월에 가장 빈번한 달을 새로 세는 주기를 시작하지만 새해의 시작을 의미하지는 않는다.[5] 태국어에서 '아이'(태국어: อ้าย)는 "1번째"를 뜻하는 옛말이지만 다른 방언에서는 그렇지 않다.[6] 움푹 꺼진 홀수 달로서 29일까지 있다.
- 음력 2월(태국어: เดือนยี่ 드안 이[*], 태국어에서 '이'(태국어: ญี่)는 숫자 "2"를 가리키는 옛말[6])은 완전한 짝수 달로서 30일까지 있다.
- 음력 3월 ~ 6월: 음력 3월(태국어: เดือน ๓ 드안 삼[*]), 음력 4월(태국어: เดือน ๔ 드안 시[*]), 음력 5월(태국어: เดือน ๕ 드안 하[*]), 음력 6월(태국어: เดือน ๖ 드안 혹[*])은 현대 태국어 기수법을 따른다. 이들 달은 29일까지 있는 움푹 꺼진 달과 30일까지 있는 완전한 달을 대체한다.

### 음력 7월과 아티까완
음력 7월(태국어: เดือน ๗ 드안 쳇[*])은 일반적으로 354일로 구성된 연도에서는 29일까지 있는 움푹 꺼진 달이지만 355일로 구성된 긴 연도(태국어: ปีอธิกวาร 삐 아티까완[*])에서는 하루(태국어: อธิกวาร 아티까완[*])를 더한다.

### 음력 8월
음력 8월(태국어: เดือน ๘ 드안 뺏[*])은 30일까지 있는 완전한 달이다.

### 음력 8/8월 (아티까맛)
아티까맛(태국어: อธิกมาส 아티까맛[*])은 384일로 구성된 연도(태국어: ปีอธิกมาส 삐 아티까맛[*])에만 있는 추가적인 달이다. 이 달은 8이 반복되는 달(태국어: เดือน ๘/๘)이라고 하여 "드안 뺏 탑 뺏"(태국어: เดือนแปดทับแปด) 또는 "드안 뺏 랑"(태국어: เดือนแปดหลัง)이라고 부른다.

### 음력 9월 ~ 12월
음력 9월(태국어: เดือน ๙ 드안 까오[*]), 음력 10월(태국어: เดือน ๑๐ 드안 십[*]), 음력 11월(태국어: เดือน ๑๑ 드안 십엣[*]), 음력 12월(태국어: เดือน ๑๒ 드안 십송[*])은 태음력의 주기를 완료하는 달이다.

### 달의 분할
달은 달이 차고 이지러지는 시기에 따라 2가지 기간으로 나뉜다.
- 달이 차는 시기(태국어: ข้างขึ้น 캉 큰[*]): 초승달부터 보름달까지의 시기로서 보통 15일을 가리킨다.
- 달이 이지러지는 시기(태국어: ข้างแรม 캉 램[*]): 보름달부터 초승달까지의 시기로서 하루가 추가된 7월을 제외한 움푹 꺼진 달에서는 14일, 완전한 달에서는 15일을 가리킨다.

## 주
태국어에서 주는 "삽다"(태국어: สัปดาห์)라고 부른다. 이 용어는 태국 왕립 학회 사전에서 일요일부터 토요일까지 7일 동안의 기간으로 정의하고 있다. 그러나 태음력에서 달을 의미할 때에는 사분위수인 달의 위상 사이에서 7일, 8일 또는 드물게 9일 간격, 즉 하나의 완 프라(태국어: วันพระ)에서 다음 날까지를 가리킨다.

## 날
태국 태양력에서 평일은 서로 다른 이름을 갖고 있는 반면 태국 태음력에서는 달이 차고 이지러는지에 따라 2가지 기간에서 1일부터 14일 또는 15일까지 순서대로 번호를 매긴다. 예를 들어 '램 십하 캄 드안 십송'(태국어: แรม ๑๕ ค่ำ เดือน ๑๒)은 "달이 이지러지는 음력 12월 15일 저녁"을 의미한다.
태국어에서 "저녁"을 뜻하는 '캄'(태국어: ค่ำ)은 낮에 해가 질 무렵에 시작해서 끝나는 저녁이 아니라 자정에 시작하고 끝나는 흔한 날의 저녁으로 여겨진다. 과거의 관행을 달랐을 지도 모른다.

## 음력을 부르는 방식
- 완 프라(태국어: วันพระ): 불교에서의 휴일.
  - 완 탐마 사와나(태국어: วันธรรมสวนะ): 규칙적인 불교의 안식일.
    - 큰 뺏(태국어: ขึ้น ๘): 초승달.
    - 큰 십하(태국어: ขึ้น ๑๕): 보름달. "보름달의 날"이라는 뜻을 가진 '완 펜'(태국어: วันเพ็ญ)이라고 부른다. 하지만 '완 드안 펜'(태국어: วันเดือนเพ็ญ)과 '큰 십하 캄'(음력 15일 저녁)에 보름달이 항상 같은 날에 뜨는 것은 아니다.
    - 램 뺏(태국어: แรม ๘): 하현.
    - 램 십시(태국어: แรม ๑๔) 또는 램 십하(태국어: แรม ๑๕): 음력의 마지막 날. "달이 꺼지는 날"이라는 뜻을 가진 '완 답'(태국어: วันดับ)이라고 부르기도 한다.
- 완 와이 프라 찬(태국어: วันไหว้พระจันทร์): "성스러운 달을 존중하는 날"이라는 뜻으로서 보름달이 뜨는 날을 의미한다. '큰 십시(십하) 캄 드안 십'(태국어: ขึ้น ๑๔ (๑๕) ค่ำ เดือน ๑๐, "달이 차는 음력 10월 14일(15일) 저녁"이라는 뜻)에 이러한 현상이 나타난다.

## 달과 관련된 공휴일
구어체로 '완 프라'(태국어: วันพระ)라고 부르는 포살은 초승달의 날, 상현의 날, 보름달의 날, 하현의 날로 분류한다. 주말(태국어: วันหยุด 완 윳[*])은 불교에서의 팔제계를 지키는 정육점, 이발소, 정육점을 제외하면 보통 휴무일이 아니다. 정기 휴일과 계절별 축제는 '완낙캇릭'(태국어: วันนักขัตฤกษ์)이라고 부른다.
축제나 박람회는 "전통 의식"이라는 뜻을 가진 '텟 사깐'(태국어: ประเพณี)이라고 부르는데 이는 노란 달을 지배하는 규칙을 보여준다. 정부에서 지정한 공휴일은 '완 윳 랏차칸'(태국어: วันหยุดราชการ)이라고 부르는데 이는 붉은 달이 통제한다는 규칙을 보여준다.  태국에서 주말은 보통 쉬는 날이다. 만약 쉬는 날이 휴일과 겹친다면 다음 주 월요일은 "보상 휴무일"(태국어: วันชดเชย 완 촛츠이[*])로 정한다.
| 공휴일 | 과 | 축제일 | 달이 차고 이지러지는 시기: x = 달이 차는 시기; n = 달이 이지러지는 시기 |

| 달 | 날짜 | 달의 차고 이지러짐 | 태국어 표기              | 설명 |
| -- | ---- | ------------------ | ------------------------ | --- |
| 3† | 1x   | 춘절               | ตรุษจีน 뜨룻 친[*]         | 중국계 태국인 상점들이 문을 닫음. |
| 3  | 15x  | 만불절             | วันมาฆบูชา 완 마카 부차[*] | 만불절 |
| 6  | 15x  | 베사크             | วิสาขบูชา 위사카 부차[*]   | 부처님 오신 날 (석가탄신일) |
| 8‡ | 15x  | 아살하 푸자        | อาสาฬหบูชา 아산하 부차[*] | 부처의 첫 설교를 축하하는 날. |
| 8‡ | 1n   | 완 카오 판사       | วันเข้าพรรษา               | 안거 |
| 10 | 15n  | 텟칸 사롯          | เทศกาลสารท               | th\|}เทศกาลกินเจเก้าวัน\|텟칸 킨체 까오완})이라고 표기한다. '킨체'(태국어: กินเจ)는 베트남 또는 중국의 불교도가 경직된 채식(태국어: เทศกาลกินเจ 텟칸 킨체[*])을 한데서 유래된 이름이다.                                                |
| 11 | 15x  | 완 옥 판사         | วันออกพรรษา               | "우기의 끝", "안거의 끝"을 의미한다. |
| 11 | 1n   | 톳 카틴            | ทอดกฐิน                   | 승려가 우기가 끝난 이후에 새 승복을 받는 카티나를 가리킨다. |
| 12 | 15x  | 로이끄라통         | ลอยกระทง                 | 로이끄라통이 있는 날인 태국 태음력보다 2개월 늦은 태국 북부 란나 지방의 태음력을 기준으로 한다는 점에 유의해야 한다. 로이끄라통은 사실 란나 태음력의 2번째 달에 위치하고 있는데 이는 태국 중부의 태음력에서 12번째 달에 해당한다. |

주해:
† 춘제는 달을 결정하는 방법이 다르기 때문에 이 축제는 한 달 전이나 그 후가 되기도 한다.
‡ 8/8월은 추가된 달을 의미한다.

## 같이 보기
- 태국 태양력
- 태국력
- 태국의 공휴일

## 참고 문헌
- Diller, Anthony; Preecha Juntanamalaga (1995년 12월). “Thai Time”. 《Australian National University》. 2002년 12월 10일에 원본 문서에서 보존된 문서. 2008년 6월 22일에 확인함.
- Eade, J. C. The calendrical systems of mainland south-east Asia. ISBN 90-04-10437-2 (Cited by Diller & Preecha)
- Sethaputra, So. New Model English - Thai Dictionary, ISBN 974-08-3253-9